# Jugoslávie na Letních olympijských hrách 1968
Jugoslávii na Letních olympijských hrách 1968 v Mexiku reprezentovalo 69 sportovců, z toho 59 mužů a 10 žen v 11 sportech.

## Medailisté
| Medaile | Jméno | Sport                | Disciplína                 |
| ------- | --- | -------------------- | -------------------------- |
| Zlato   | Miroslav Cerar | Sportovní gymnastika | Muži kůň našíř             |
| Zlato   | Đurđica Bjedovová | Plavání              | Ženy 100 m prsa            |
| Zlato   | Ozren Bonačić Dejan Dabović Zdravko Hebel Zoran Janković Ronald Lopatny Uroš Marović Đorđe Perišić Miroslav Poljak Mirko Sandić Karlo Stipanić Ivo Trumbić                          | Vodní pólo           | Turnaj mužů                |
| Stříbro | Đurđica Bjedovová | Plavání              | Ženy 200 m prsa            |
| Stříbro | Stevan Horvat | Zápas                | muži řecko-římský do 70 kg |
| Stříbro | Dragutin Čermak Kresimir Ćosić Vladimir Cvetković Ivo Daneu Radivoj Korać Zoran Marojević Nikola Plećaš Trajko Rajković Dragoslav Ražnatović Petar Skansi Damir Šolman Aljoša Žorga | Basketbal            | Turnaj mužů                |
| Bronz   | Zvonimir Vujin | Box                  | Muži lehká váha do 60 kg   |
| Bronz   | Branislav Simić | Zápas                | muži řecko-římský do 87 kg |